# Eleonore von Rommel
Eleonore von Rommel, bekannt als Eleon von Rommel (* 26. Juli 1894 in Köln-Deutz; † 1974 in Tutzing), war eine deutsche Bildhauerin, Glas- und Keramikgestalterin sowie Autorin kunstgewerblicher Aufsätze.

## Leben und Werk
Am 26. Juli 1894 wurde Eleonore von Rommel als Tochter der Schriftstellerin Theodore von Rommel und dem Offizier Eduard von Rommel in Köln-Deutz geboren. Nach Abschluss ihrer Schulausbildung begann Eleon(ore) von Rommel eine künstlerische Ausbildung. In Trier war sie Schülerin von August van der Velde an der Kunstgewerbeschule. An der Kunstakademie Kassel wurde sie bei dem Bildhauer Carl Hans Bernewitz ausgebildet. Studienreisen führten sie nach Italien und die Schweiz.
Später wandte sie sich dem Werkstoff Glas zu und arbeitete unter anderem für das renommierte Wiener Handelshaus J. & L. Lobmeyr. In den 1930er Jahren entwarf sie für die Kollektion Ingrid der Firma Curt Schlevogt Glasplastiken, die teilweise geschliffen oder säuremattiert wurden. Die Plastiken wurden von Josef Riedel in Polaun hergestellt. Die im Stil des Art déco gestaltete Figur Weiblicher Torso wurde dabei in verschiedenen Ausführungen angeboten. Neben einer Figur aus säuremattiertem Pressglas auf einem achtseitigen Sockel wurde auch eine farblose, satinierte Figur angeboten, die auf einem schwarz-opaken oder farblos-geschliffenem Würfelsockel kniet.
In den 1930er Jahren lebte Eleonore von Rommel zeitweise im Kloster Medingen. Hier wurde unter ihrer künstlerischer Leitung auf dem Klosterhof das Volksschauspiel ihrer Mutter Der Nonnenkrieg von Kloster Medingen aufgeführt. Nach dem Zweiten Weltkrieg zog Eleonore von Rommel nach Tutzing an den Starnberger See, wo auch ihre Mutter am 5. Dezember 1950 in einem Kloster gestorben ist. Seit den 1970er Jahren unterhielt Eleon(ore) von Rommel ein kunstgewerbliches Atelier in Bachhausen, in dem sie christliche Kunst, Tierplastiken und Kunstgewerbeartikel entwarf.
Eleonore von Rommel beteiligte sich u. a. an der Münchener Kunstausstellung 1924 im Glaspalast sowie in den 1970er und 1980er Jahren mehrfach an den Künstlerausstellungen des Berufsverbandes Bildender Künstler München und Oberbayern e.V.
1974 starb Eleonore von Rommel in Tutzing.
Auf internationalen Auktionen erzielen ihre Glasskulpturen Preise von mehreren Hundert bis Tausend Euro. Mehrere Entwürfe von Glasobjekten werden heute u. a. im Muzeum skla a bižuterie in Jablonec nad Nisou ausgestellt. Die Figur Träumerei wird seit 2001 von der Ornela-Glasfabrik in Desná reproduziert.

## Schriften (Auswahl)
- Die Engel, Lyrik, München-Nymphenburg, 1924
- Zu den Arbeiten von Carl Beyerlen-Sepp. In: Das Schöne Heim. Band 33, Februar 1930, S. 203–206.
- Handwebereien von Sigmund von Weech. In: Die Kunst. Band 64, März 1931, S. 152–152.
- In der richtigen Beleuchtung. In: Innendekoration: mein Heim, mein Stolz; die gesamte Wohnungskunst in Bild und Wort. Heft 5, 1935, S. 170f.
- Der schöne Eingang. In: Innendekoration: mein Heim, mein Stolz; die gesamte Wohnungskunst in Bild und Wort. Heft, 3, 1935, S. 83.
- Das Haus nach Mass. In: Innendekoration: mein Heim, mein Stolz; die gesamte Wohnungskunst in Bild und Wort. 1936, S. 6–10.
- Beseelte Kreatur. (Besinnliche Plaudereien). Federzeichnungen, Fotos von lebenden Tieren, Fotos: Tiere in der Kunst. 48 S.

## Objekte (Auswahl)
- Figur Seele, Bronze, ausgestellt auf der Münchener Kunstausstellung 1924[7]
- Figur Weiblicher Torso, Pressglas, 26–29 cm, um 1935 (Curt Schlevogt / Josef Riedel)
- Figur Träumerei, Pressglas um 1939 (Curt Schlevogt)[6]
- Figur Liebende, Alexandritglas, 1930er Jahre (Curt Schlevogt / Heinrich Hoffmann)
- Buchstützen Vögel, Kristall, 1934[8]
- Marienstatue, Bronze, 37 cm
- Igel, Keramik, 1920er Jahre